# ДОТ № 180 (КиУР)
ДОТ № 180 — долговременная огневая точка, расположенная в селе Вита-Почтовая и входившая в первую линию обороны Киевского укрепрайона, имеет статус памятника истории, науки и техники. На данный момент в нём устроен музей.

## Конструкция
ДОТ № 180 построен в начале 1930-х годов. Совместно с соседним ДОТ № 179 он прикрывал своим огнём шоссе на Васильков. ДОТ № 179 имел один этаж и четыре пулемётных амбразуры для станковых пулемётов, включал в себя специальное противохимическое убежище и поэтому относится к фортификационным сооружениям типа
 «Б», имеет класс стойкости «М1», то есть способен выдержать одно попадание 203-мм гаубицы в свой каземат.

## Служба
Фортификационное сооружение приняло участие в Великой Отечественной войне и организационно входило в 6-й батальонный район обороны (БРО) КиУР, прикрывающего район Юровка — Вита-Почтовая. Гарнизон сооружения состоял из бойцов 28-го отдельного пулемётного батальона КиУР. Во время первого генерального штурма КиУР, который начали войска 29-го армейского корпуса вермахта 4 августа 1941 года, ДОТ имел боевой контакт с противником начиная с первых же минут вражеского наступления. В тот же день он был уничтожен в ближнем бою штурмовыми группами 71 пехотной дивизии. Амбразуры огневой точки имеют следы обстрела противотанковым орудием, а его бронедверь взорвана. Во время фазы позиционной войны, шедшей под Киевом в августе-сентябре 1941 года ДОТ находился в ближнем тылу немцев.

## Современность
ДОТ № 180 уцелел и имеет статус памятника истории, науки и техники. В 2011-2012 годах сооружение отремонтировали и устроили в нём музей обороны Киева.

## Галерея
- Входная бронедверь, подорванная во время штурма в 1941 г.
- Общий вид сооружения.
- Вход.